# Yuna Kagesaki
Yuna Kagesaki (japanisch 影崎 由那 Kagesaki Yuna, * 3. März 1973) ist eine japanische Mangaka und Illustratorin. Sie veröffentlichte unter den Pseudonymen Yūna Kagesaki, Yuna Kagezaki und Yuta Kageyama.

## Werdegang und Werk
Kagesaki begann ihre Karriere in den 1990er Jahren mit einer Reihe von erotischen und pornografischen Werken. Darunter wurde Vicious von 1996 im Jahr 2001 verfilmt und unter anderem auch auf Deutsch veröffentlicht. Sakura no Ichiban! war 2001 dann erstmals keine erotische Geschichte. Die fünf Bände umfassende Komödie erzählt vom Alltag einer Schülerin, die für ihre Oberschule nach Tokio zieht. Kagesakis bisher umfassendste Serie erschien von 2003 bis 2008: Cheeky Vampire wurde als erste von Kagesakis Mangas auch ins Deutsche übersetzt und wie einige spätere Werke von Carlsen verlegt. Neben vielen weiteren Übersetzungen erhielt die Serie in Japan eine Adaption als Anime. Die romantische Komödie dreht sich um Vampirgeschwister, von denen eine zu viel statt zu wenig Blut hat, daher nicht den üblichen Nachteilen des Vampirseins ausgesetzt ist, zur Schule geht und ihren Familienmitgliedern Blut abgeben kann. Nach einigen kürzeren Werken, darunter zwei Mangas zum umfangreichen Franchise Higurashi no Naku Koro ni, startete 2008 mit AiON die zweite lange Serie von Kagesaki. In dem Fantasy-Abenteuer erbt ein Jugendlicher das Vermögen seiner Eltern, soll seine Charakterstärke beweisen und ein Mädchen schützen, wird dabei aber in den Kampf gegen aus dem Meer entstiegene Würmer hineingezogen.
Kagesakis Werke seit den 2000er Jahren richten sich an männliche Jugendliche (Shōnen) und sind meist Komödien, mal mit Fantasy, Romantik oder Alltagsgeschichten gemischt. Neben ihren Mangas arbeitet sie auch als Illustratorin für Light Novels, teils basierend auf ihren Mangas, sowie für Computerspiele.

## Bibliografie (Auswahl)
- Vicious (1996–1998, 1 Band)
- Confine (1997, 1 Band)
- Vampire Neko Musume Sōdō Tan (ヴァンパイア猫娘騒動譚, 1998, 1 Band)
- Haikara (1999, 1 Band)
- Twins (1999, 1 Band)
- Sakura no Ichiban! Taishō Komachi Jikenjō (櫻の一番！大正小町事件帖, 2001, 5 Bände)
- Accent (2003, 1 Band)
- Haikara Mono (2003, 1 Band)
- Cheeky Vampire (かりん Karin, 2003–2008, 14 Bände)
- Higurashi no Naku Koro ni (ひぐらしのなく頃に, 2005, 1 Band)
- Strange Mansion (すとれんじマンション, 2006, 1 Band)
- Higurashi no Naku Koro ni: Kokoroiyashi-hen (ひぐらしのなく頃に 心癒し編, 2008–2009, 1 Band)
- AiON (碧海のAiON Hekikai no AiON, 2008–2012, 12 Bände)
- Cheeky Vampire - Airmail (かりん airmail 影崎由那短編集 Karin Airmail Yuna Kagesaki Short Stories, 2009, 1 Band)
- Onii-chan Control (おにいちゃん★コントロール, 2009–2010, 5 Bände)
- Karin Marugoto Hanaji Būkku (かりん まるごと鼻血ぶ〜っく, 2010, 1 Band)
- Kyōmen no Silhouette (鏡面のシルエット, 2010, 1 Band)
- Cheeky Vampire X Aion: Ka-Non (KA‐NON かりん×碧海のAiON 影崎由那短編集 Ka-Non – Karin x Hekikai no AiON, 2013, 1 Band)
- Tamanyan (たまにゃん, 2013, 3 Bände)
- Sora x Rira – Sorairo no Lila to Okubyō na Boku (ソラ×リラ ~宙色のリラと臆病な僕~, 2014, 2 Bände)
- Tachiagare! Orc-san (たちあがれ！オークさん, 2016–2017, 4 Bände)
- Majo no Ie – Ellen no Nikki (魔女の家 エレンの日記, 2017–2018, 2 Bände)
- Hakumahou-shi wa Shienshoku de wa arimasen ※ Shien mo dekite, Butsuri de Naguru Kougekishoku desu @COMIC (白魔法師は支援職ではありません ※支援もできて、本（ぶつり）で殴る攻撃職です＠COMIC, 2019, 3 Bände)
- Ōzumō Reijō (大相撲令嬢, 2021)